# Campeonato Sudamericano de Football 1942
Il Campeonato Sudamericano de Football 1942 fu la diciassettesima edizione della Coppa America di calcio. Dopo 18 anni, l'Uruguay organizzò la manifestazione, ospitando tutte le partite allo Stadio del Centenario di Montevideo dal 10 gennaio al 7 febbraio 1942.

## Nazionali partecipanti
| N° | Nazione   | Iscrizione CONMEBOL | Note                         |
| -- | --------- | ------------------- | ---------------------------- |
| 1  | Argentina | 1916                | Detentore Coppa America 1941 |
| 2  | Brasile   | 1916                |                              |
| 3  | Cile      | 1916                |                              |
| 4  | Uruguay   | 1916                | Nazione ospitante            |
| 5  | Paraguay  | 1921                |                              |
| 6  | Perù      | 1925                |                              |
| 7  | Bolivia   | 1926                | Rinuncia                     |
| 8  | Ecuador   | 1927                |                              |
| 9  | Colombia  | 1936                | Rinuncia                     |

## Formula
La formula prevedeva che le sette squadre partecipanti si affrontassero in un unico girone all'italiana, la cui prima classificata avrebbe vinto il torneo. Per ogni vittoria si attribuivano 2 punti, 1 per ogni pareggio e 0 per ogni sconfitta.

## Risultati
| Arbitro: | Macías |

|                                                                     |           |              |
| L. E. Castro 7’ 76’ O. Varela 12’ Ciocca 15’ Zapirain 37’ Porta 54’ | Marcatori | 1’ Contreras |

| Arbitro: | Lemos |

|                                            |           |                            |
| Sandoval 9’ Masantonio 30’ 47’ Perucca 88’ | Marcatori | 59’ Sánchez 75’ 86’ Aveiro |

| Arbitro: | Tejada |

|                                                |           |               |
| Patesko 1’ 78’ Pirillo 23’ 63’ 86’ Cláudio 66’ | Marcatori | 35’ Domínguez |

| Arbitro: | Cuenca |

|                             |           |              |
| E. García 3’ Masantonio 27’ | Marcatori | 37’ Servílio |

| Arbitro: | Rojas |

|                                                              |           |  |
| Zapirain 1’ Gambetta 13’ S. Varela 16’ 24’ 29’ Porta 23’ 42’ | Marcatori |  |

| Arbitro: | Macías |

|             |           |               |
| Barrios 35’ | Marcatori | 1’ Magallanes |

| Arbitro: | Rojas |

|                |           |                |
| Amorim 43’ 56’ | Marcatori | 73’ Magallanes |

| Arbitro: | Lemos |

|                              |           |  |
| Barrios 33’ Baudo Franco 54’ | Marcatori |  |

| Arbitro: | Soto |

|                                                                                              |           |  |
| E. García 2’ Moreno 12’ 16’ 22’ 32’ 89’ Pedernera 25’ Masantonio 54’ 65’ 68’ 70’ Perucca 88’ | Marcatori |  |

| Arbitro: | Rojas |

|               |           |  |
| S. Varela 32’ | Marcatori |  |

| Arbitro: | Soto |

|                                        |           |             |
| Baudo Franco 5’ Mingo 57’ Ibarrola 62’ | Marcatori | 46’ Jiménez |

| Arbitro: | Tejada |

|                            |           |               |
| Heredia 12’ Moreno 65’ 72’ | Marcatori | 17’ Fernández |

| Arbitro: | Tejada |

|                            |           |             |
| Quiñónez 32’ L. Guzmán 62’ | Marcatori | 52’ Jiménez |

| Arbitro: | Cuenca |

|                                   |           |             |
| S. Varela 9’ Porta 26’ Ciocca 65’ | Marcatori | 58’ Barrios |

| Arbitro: | Cuenca |

|  |           | |
|  | Marcatori | Gara sospesa al 43' per abbandono del campo da parte del Cile per protesta contro l'arbitro. Vittoria assegnata a tavolino all'Argentina. |

| Arbitro: | Macías |

|                                         |           |                    |
| Tim 10’ Pirillo 12’ 29’ 76’ Zizinho 60’ | Marcatori | 19’ (rig.) Alvarez |

| Arbitro: | Macías |

|                                          |           |  |
| Chirimini 47’ L. E. Castro 54’ Porta 77’ | Marcatori |  |

| Arbitro: | Rojas |

|                            |           |            |
| Domínguez 20’ Armingol 42’ | Marcatori | 5’ Alcívar |

| Arbitro: | Macías |

|            |           |                  |
| Zizinho 5’ | Marcatori | 23’ Baudo Franco |

| Montevideo 7 febbraio 1942 | Cile   | 0 – 0 referto | Perù | Stadio del Centenario (70 000 spett.)\| Arbitro: \| Macías \| |
| Arbitro:                   | Macías |               |      |                                                               |

| Arbitro: | Rojas |

|              |           |  |
| Zapirain 57’ | Marcatori |  |

## Classifica finale
| Pos. | Squadra   | Pt | G | V | N | P | GF | GS | DR  |
| ---- | --------- | -- | - | - | - | - | -- | -- | --- |
| 1.   | Uruguay   | 12 | 6 | 6 | 0 | 0 | 21 | 2  | +19 |
| 2.   | Argentina | 10 | 6 | 5 | 0 | 1 | 21 | 6  | +15 |
| 3.   | Brasile   | 7  | 6 | 2 | 3 | 1 | 15 | 7  | +8  |
| 4.   | Paraguay  | 6  | 6 | 2 | 2 | 2 | 11 | 10 | +1  |
| 5.   | Perù      | 4  | 6 | 1 | 2 | 3 | 5  | 10 | −5  |
| 6.   | Cile      | 3  | 6 | 1 | 1 | 4 | 4  | 15 | −11 |
| 7.   | Ecuador   | 0  | 6 | 0 | 0 | 6 | 4  | 31 | −27 |

## Classifica marcatori

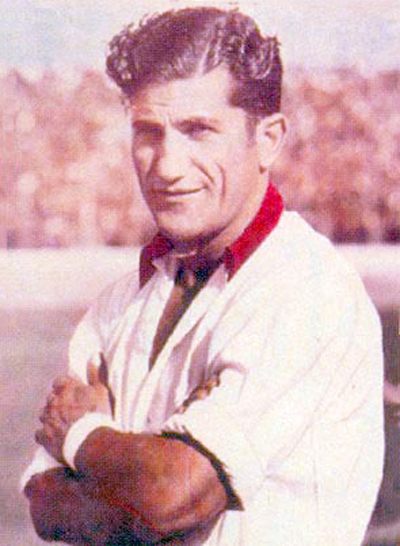
Herminio Masantonio

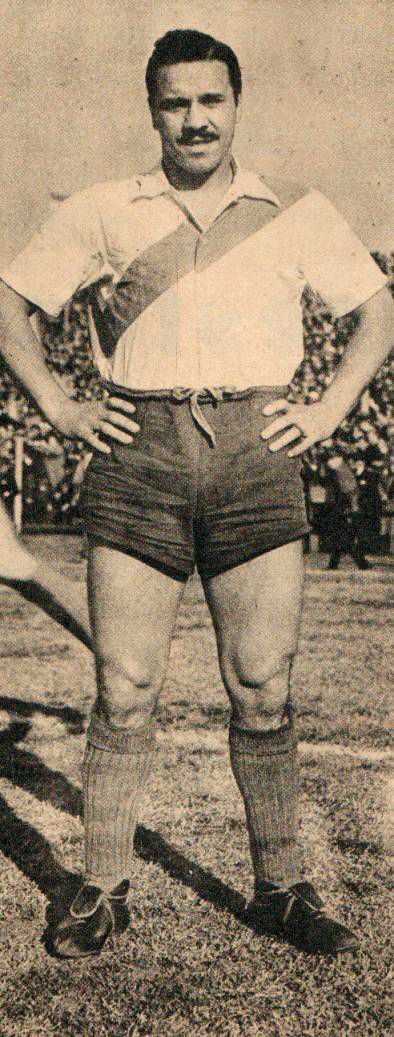
José Manuel Moreno

7 reti
- Herminio Masantonio
- José Manuel Moreno

6 reti
- Sylvio Pirilo

5 reti
- Roberto Porta
- Severino Varela

3 reti
- Marcial Barrios
- Fabio Baudo Franco
- Luis Ernesto Castro
- Bibiano Zapirain

2 reti
- Enrique García
- Perucca
- Pedro Amorim
- Patesko
- Zizinho

- Alfonso Domínguez
- José María Jiménez
- Rubén Aveiro;
- Adolfo Magallanes
- Aníbal Ciocca

1 rete
- Juan Carlos Heredia
- Adolfo Pedernera
- Raimundo Sandoval
- Cláudio
- Servílio

- Elba de Pádua Lima
- Benito Armingol
- Armando Contreras
- Marino Alcívar
- Enrique Alvarez

- Gorgonio Ibarrola
- Eduardo Mingo
- Vicente Sánchez
- Luis Guzmán
- Leopoldo Quiñónez

- Teodoro Fernández
- Oscar Chirimini
- Schubert Gambetta
- Obdulio Varela

## Arbitri
- José Bartolomé Macías
- José Ferreira Lemos
- Manuel Soto
- Marcos Gerinaldo Rojas
- Enrique Cuenca
- Aníbal Tejada